# Höllenmaschine
Höllenmaschine war vor allem im 19. Jahrhundert eine Bezeichnung für militärisch oder terroristisch eingesetzte Sprengladungen, die durch Zeitzünder oder Sensoren zur Detonation gebracht werden.
Heute ist es ein scherzhafter Ausdruck für unheimliche und zugleich faszinierende Maschinen aller Art, aufgrund ihrer anscheinenden Unberechenbarkeit, ihrer Geschwindigkeit oder der von ihnen ausgehenden Gefährdungen. So wurden die ersten dampfbetriebenen Eisenbahnen ebenso als Höllenmaschinen angesehen wie heute besonders schnelle (und laute) Motorräder oder überdurchschnittlich leistungsstarke Computer.

## Geschichte

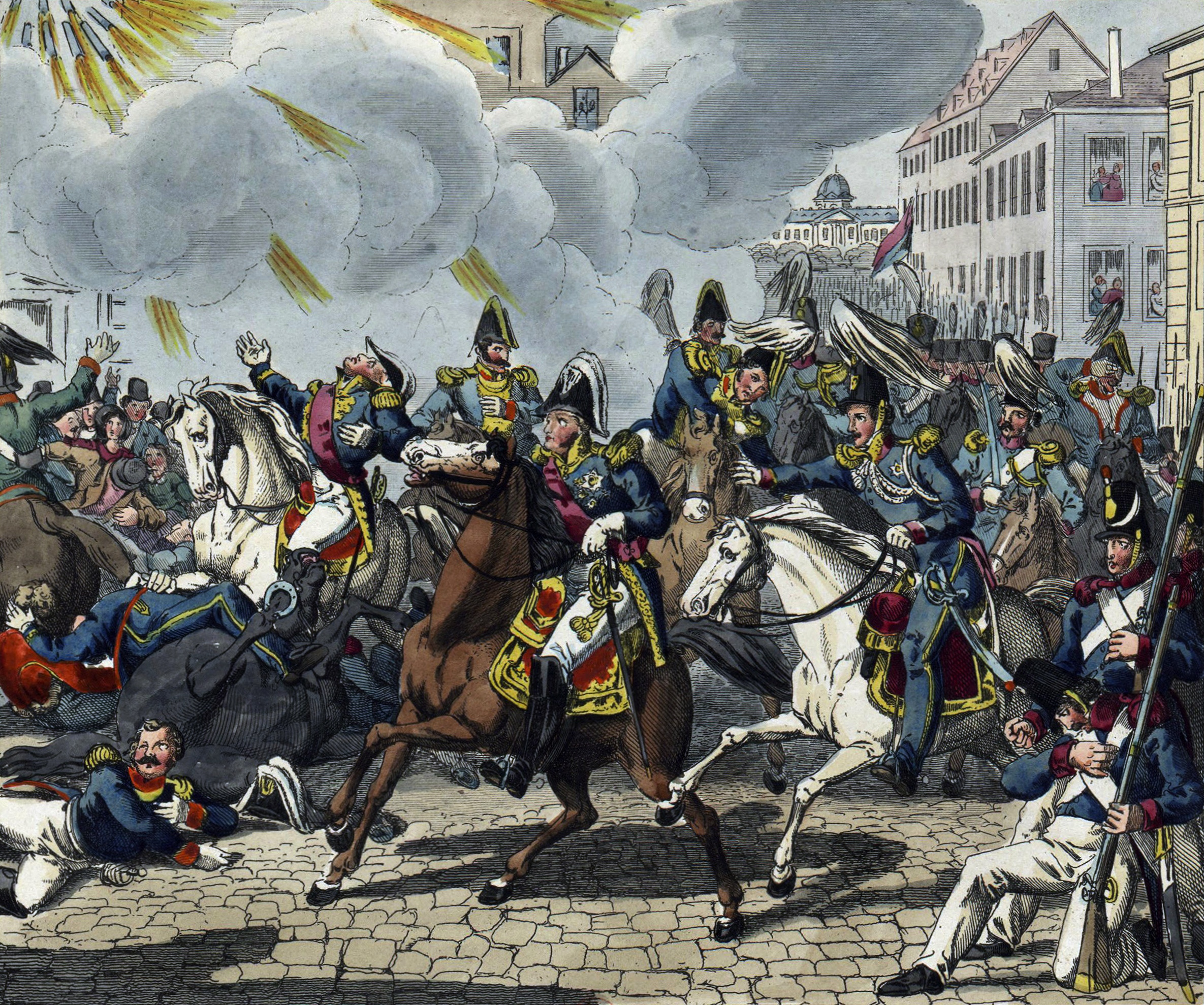
Von Joseph Fieschi gebaute Höllenmaschine als improvisiertes Salvengeschütz

Im Pfälzischen Erbfolgekrieg sandten die Engländer 1693 ein mit Schießpulver und sonstigem brennbarem Material beladenes Schiff (Brander) gegen die Mauern der Festung St. Malo. Man nannte diesen Schiffstyp infernal machine.
Im 19. Jahrhundert wurden Bomben mit Zeitzünder besonders in Großbritannien und Russland, aber auch in Frankreich zur Durchführung von Attentaten eingesetzt, zum Beispiel denjenigen auf Napoléon Bonaparte am 24. Dezember 1800 und auf König Louis Philippe durch Joseph Fieschi am 28. Juli 1835. Die Konföderierten U-Boote, die während des Sezessionskriegs in Amerika dazu eingesetzt wurden, Sprengladungen an Schiffen anzubringen, um sie dann mit einem Zeitzünder oder einem Fernzünder zur Detonation zu bringen, wurden von den Unionisten auch als Höllenmaschinen bezeichnet. Hierbei sollte die Art der Kriegsführung, bei der man den Gegner heimlich und unbemerkt attackierte, ohne selbst ein Risiko einzugehen, als illegitim dargestellt werden.
Jean Cocteau entwickelte in seinem Drama Die Höllenmaschine (1932) nach dem Ödipus-Mythos die Vorstellung einer Höllenmaschine als tragisches Geschehen ohne Götter.